# Scappiamo col malloppo
Scappiamo col malloppo (Quick Change) è un film del 1990, diretto da Howard Franklin e Bill Murray.

## Trama
Un uomo chiamato Grimm (Bill Murray) si traveste da clown per rapinare una banca, prende degli ostaggi e scappa grazie ad un abile inganno con due complici, la sua compagna Phyllis (Geena Davis) e l'amico Loomis (Randy Quaid). I tre vengono inseguiti dalla polizia e, cercando di raggiungere l'aeroporto, ne combinano di tutti i colori imbattendosi persino nella mafia.